# Best Way
Best Way — украинская компания-разработчик компьютерных игр, основанная в городе Северодонецк на Украине (после начала вооружённого конфликта на востоке Украины перебралась в центральную часть страны, в Черкассы). Компания основана в 1991 году как дистрибьютор нефтепродуктов и представитель услуг в сфере IT-администрирования, игровое подразделение создано в 1999 году.
Best Way стала известной благодаря серии игр «В тылу врага» и своему движку «GEM». Также, компания Best Way является сертифицированным производителем персональных компьютеров и внесена в реестр распространителей программного обеспечения.

## Проекты

### Самостоятельные разработки
- В тылу врага (GEM1, 2 июля 2004 года)
- В тылу врага 2 (GEM2, 8 сентября 2006 года)
- В тылу врага 2: Братья по оружию (GEM2, 7 декабря 2007 года)
- В тылу врага 2: Лис пустыни (GEM2, 14 ноября 2008 года)
- Men of War II (GEM RTS, 15 мая 2024 года)

### Игры, которые используют движок GEM
RTS проекты
- В тылу врага: Диверсанты (GEM1, 16 сентября 2005 года)
- В тылу врага: Диверсанты 2 (GEM1, 6 октября 2006 года)
- В тылу врага: Диверсанты 3 (GEM1, 26 сентября 2008 года)
- Чёрные Бушлаты (GEM2, 14 августа 2009 года)
- В тылу врага 2: Штурм (GEM2, 25 февраля 2011 года)
- Диверсанты: Вьетнам (GEM2, 9 сентября 2011 года)
- Штрафбат (GEM2, 7 апреля 2012 года)
- В тылу врага: Штурм 2 (GEM2, 15 мая 2014 года)
- Битва Империй: 1914—1918 (GEM2, 22 июля 2015 года)[4]
- Call to Arms (GEM2, 30 июля 2015 года)
- Штурм 2: В тылу врага. Начало (GEM2, 25 августа 2016 года)
- Gates of Hell (GEM2, 11 июня 2021 года)

Majesty 2
- Majesty 2: The Fantasy Kingdom Sim (GEM3, 11 сентября 2009 года)
- Majesty 2: Трон Ардании (GEM3, 26 марта 2010 года)
- Majesty 2: Битвы Ардании (GEM3, 21 мая 2010 года)
- Majesty 2: Monster Kingdom (GEM3, 7 декабря 2010 года)

### Отменённые проекты
- Новый Союз (GEM3)
- В тылу врага 3 (GEM3)
- Проект №5 (GEM3)
- Men of War II: Arena (GEM2)